# Limnoria borealis
Limnoria borealis is een pissebed uit de familie Limnoriidae. De wetenschappelijke naam van de soort is voor het eerst geldig gepubliceerd in 1963 door Kussakin.